# Martha's Vineyard
Martha's Vineyard je ostrov u východního pobřeží Spojených států amerických. Patří k okresu Dukes County ve státě Massachusetts. Má rozlohu 226,5 km a žije na něm okolo 15 000 stálých obyvatel. Od mysu Cape Cod na pevnině je vzdálen necelých 10 km. Na východě se nachází ostrov Chappaquiddick, spojený s Martha's Vineyard úzkou a občas zaplavovanou šíjí.
Na ostrově se nachází šest měst. Správním centrem je Edgartown, dalšími městy jsou Oak Bluffs, Tisbury, West Tisbury, Aquinnah a Chilmark. Nejvyšší bod ostrova Peaked Hill má 95 m n. m. Martha's Vineyard je známý díky písčitým plážím i barevným útesům Gay Head s majákem z roku 1856.
Původními obyvateli byli Wampanoagové, kteří ostrov nazývali Noepe (země mezi proudy) nebo Cappawock. V roce 1602 zde přistál anglický korzár Bartholomew Gosnold a pojmenoval zemi podle své dcery Marthy a porostů divokého vína. V devatenáctém století byl Martha's Vineyard jedním z center novoanglického velrybářství, později se stal vyhledávaným rekreačním místem.
Podnebí je příznivé, v zimě se teploty pohybují okolo nuly a v létě obvykle nepřesahují třicet stupňů. V turistické sezóně pobývá na ostrově téměř dvě stě tisíc lidí. Provozuje se zde také rybolov a vinařství. V roce 1932 zde byl pozorován poslední exemplář vyhynulého poddruhu tetřívka Tympanuchus cupido cupido.
William Labov při studiu dialektu ostrovanů vyvinul sociolingvistiku. Ve zdejší komunitě neslyšících vznikla znaková řeč Martha's Vineyard Sign Language.
Na pobřeží ostrova se natáčel film  Čelisti. Philip R. Craig sem zasazuje příběhy svých detektivních románů. Ke známým návštěvníkům patří Bill Clinton, Barack Obama, Carly Simonová, Patricia Nealová, Mike Nichols, Geraldine Brooksová nebo David Letterman. Na ostrově jsou pohřbeni John Belushi, William Styron a Lillian Hellmanová.